# 西里安·拉韦
西里安·拉韦（法語：Cyrian Ravet，2002年9月5日—），法国男子跆拳道运动员，2021年欧洲跆拳道锦标赛男子58公斤级金牌得主、2022年欧洲跆拳道锦标赛男子58公斤级金牌得主、2023年欧洲运动会男子58公斤级铜牌得主、2024年夏季奥林匹克运动会男子58公斤级铜牌得主。